# Ѯ

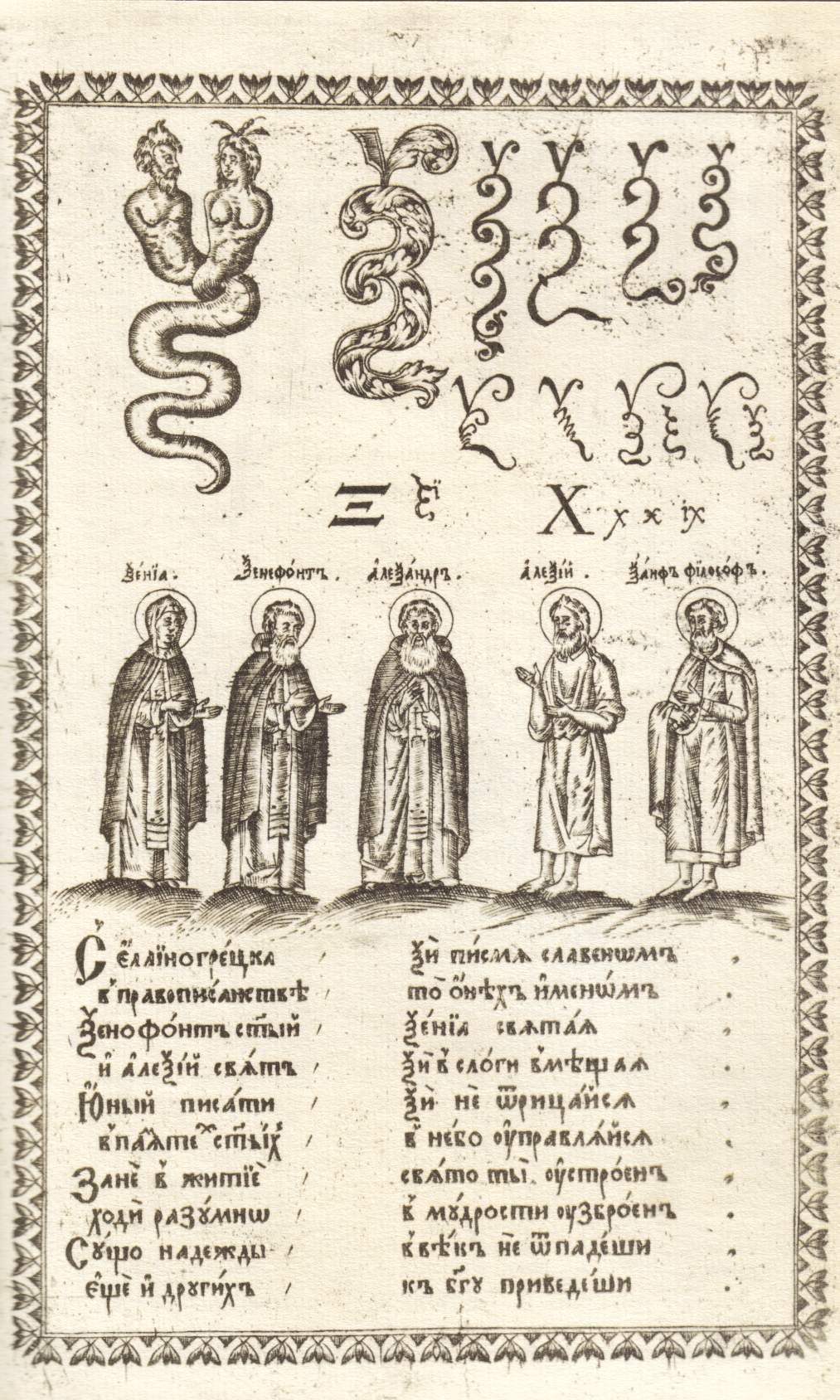
Strona z książki zawierającej cyrylice autorstwa Kariona Istomina.

Ksi (majuskuła: Ѯ, minuskuła: ѯ, nazwa cyrylicka: кси) – litera wczesnej cyrylicy pochodząca od greckiej litery ksi.

## Zastosowanie
Litera ksi używana była do zapisu słów zapożyczonych z języka greckiego związanych z kościołem prawosławnym. W cyrylickim systemie liczbowym odpowiadała liczbie 60. Używana była w języku rosyjskim, kazachskim, ukraińskim, mołdawskim, rumuńskim i serbskim jako odpowiednik greckiej litery ksi czytanego [ks]. W dzisiejszej cyrylicy jej funkcję pełni кс, a w alfabetach opartych na alfabecie łacińskim ks lub x.

## Historia
Litera ksi była jedną z liter wczesnej cyrylicy z której została usunięta podczas reform Piotra I Wielkiego w 1710 roku wraz z psi, omegą i jusem. W krótkim okresie jej ponownego pojawienia się została wyeliminowana w roku 1735 przez Akademię Nauk Imperium Rosyjskiego.

## Kodowanie
| Znak                   | Ѯ                           | Ѯ                           | ѯ                         | ѯ                         |
| ---------------------- | --------------------------- | --------------------------- | ------------------------- | ------------------------- |
| Nazwa w Unikodzie      | cyrillic capital letter ksi | cyrillic capital letter ksi | cyrillic small letter ksi | cyrillic small letter ksi |
| Kodowanie              | dziesiątkowo                | szesnastkowo                | dziesiątkowo              | szesnastkowo              |
| Unicode                | 1134                        | U+046E                      | 1135                      | U+046F                    |
| UTF-8                  | 209 174                     | d1 ae                       | 209 175                   | d1 af                     |
| Odwołania znakowe SGML | &#1134;                     | &#x046E;                    | &#1135;                   | &#x046F;                  |